# 東京女事務所
『東京女事務所』（とうきょうおんなじむしょ）は、一部テレビ東京系列局で放送されたリアリティ番組・お色気番組である。全25回。キー局のテレビ東京では2002年4月5日から同年9月27日まで放送された。

## 概要
架空の芸能事務所のスカウトマンたちが街の一般女性たちに出演交渉や水着カメラテストをする様子を毎回放送していた番組で、同時にタレントの原石発掘も目的としていた。スカウトマンたちが声を掛ける女性は毎回15人から20人ほどだったが、水着カメラテストまで引き受けるのはそのうちの3人から4人ほどだった。
その中で、芸能活動を希望する者にはそのサポートを行った。中には番組の終了後、実際にタレントとして活動している者もいる。また、個人情報の保護にも配慮していた。番組への出演後に、個人的な事情により出演した事実を抹消してほしいとの申し出があった場合にはこれに応じた。このような申し出をした女性については「卒業」扱いとし、全出演女性を振り返る総集編においても収録映像をカットした上で放送を行った。
スカウトした女性たちの審査とタレントプロデュースは、基本的には全て視聴者の投票結果によって決められていた。放送当時は番組の公式サイトが設けられていたが、ここでは水着カメラテストの映像の一部が公開されていたほか、視聴者からの人気投票や出演希望者の受付も行われていた。実際に、何人かの女性がこのサイトを使って自ら売り込んで出演していた。視聴者からの評判が特に高かった女性については、2度3度と水着カメラテストを行うこともあった。
この番組は、『出動!ミニスカポリス』シリーズのように実制作を外部のプロダクションである株式会社イキナエンタテインメントが担当し、品質管理のためにテレビ東京のスタッフが加わるという形を採っていた。

## 番組の出身者
番組出演当時から既にタレント活動をしていた人物や、番組の終了後にタレントなどに転身した人物のみを挙げる。
- 青木りん - 本名の「奥山りん」名義で出演していた。
- 東真彌
- 有賀真琴
- 神田愛花（セント・フォースアナウンサー、元NHK） - 水着姿にはなっていない。
- 斉藤舞子（フジテレビアナウンサー） - 水着姿にはなっていない。
- 高野京子 - 出演当時、既にレースクイーンとして活動していた。
- 藤崎香子

## スタッフ
- 構成：たちばなひとなり、美濃部達宏
- カメラ：中島せいや（ウイウイスタヂオ）
- 編集：萩原誠（STUDIO 38）
- MA：山田一宏（STUDIO 38）
- 音効：堺慶史郎（佳夢音）
- タイトルデザイン：オレンジデザインラボス
- 音楽協力：テレビ東京ミュージック
- ホームページ：細谷伸之（TX-BB）
- AD：永野博子
- AP：北満博
- ディレクター：松浦健太郎、小林裕
- 監修：中田しげる、吉野晃章
- 演出：佐藤俊一郎
- プロデューサー：正岡謙司（テレビ東京）、森口尚（吉本興業）、山田浩司（イキナ エンタテインメント）
- 制作協力：イキナ エンタテインメント
- 製作：テレビ東京、吉本興業

## 放送局
| 放送対象地域 | 放送局      | 系列           | 放送日時                 | 備考              |
| ------------ | ----------- | -------------- | ------------------------ | ----------------- |
| 関東広域圏   | テレビ東京  | テレビ東京系列 | 金曜 26時25分 - 26時55分 |                   |
| 愛知県       | テレビ愛知  | テレビ東京系列 | 火曜 24時55分 - 25時25分 | 2002年7月放送開始 |
| 福岡県       | TVQ九州放送 | テレビ東京系列 | 月曜 24時50分 - 25時20分 |                   |

## DVD
- 東京女事務所（2002年10月21日発売、発売元：コム・アライアンス、レーベル：ビーエムドットスリー）